# Kintaqa
Genre
Kintaqa est un genre d'araignées aranéomorphes de la famille des Pholcidae.

## Distribution
Les espèces de ce genre se rencontrent en Thaïlande et en Malaisie.

## Liste des espèces
Selon World Spider Catalog (version 19.5, 15/10/2018) :
- Kintaqa buatong (Huber, 2016)
- Kintaqa fuza (Yao & Li, 2017)
- Kintaqa mueangensis (Yao & Li, 2017)
- Kintaqa satun (Huber, 2011)
- Kintaqa schwendingeri (Huber, 2011)

## Publication originale
- Huber, Eberle & Dimitrov, 2018 : The phylogeny of pholcid spiders: a critical evaluation of relationships suggested by molecular data (Araneae, Pholcidae). ZooKeys, no 789, p. 51-101 (texte intégral).